# メーホンソーン空港
メーホンソーン空港（メーホンソーンくうこう、タイ語 : ท่าอากาศยานแม่ฮ่องสอน 、英語 : Mae Hong Son Airport）は、タイ王国北部、メーホンソーン県ムアンメーホンソーン郡にある空港。

## 施設
滑走路は11/29方向に1,999 m (6,560 ft) の長さの物が1本ある。誘導路は無く航空機は滑走路の両端で折り返す。

## 就航航空会社と就航都市
国内線
| 航空会社   | 就航地                     |
| ---------- | -------------------------- |
| ノックエア | ドンムアン空港（バンコク） |